# Prințesa Adélaïde de Orléans

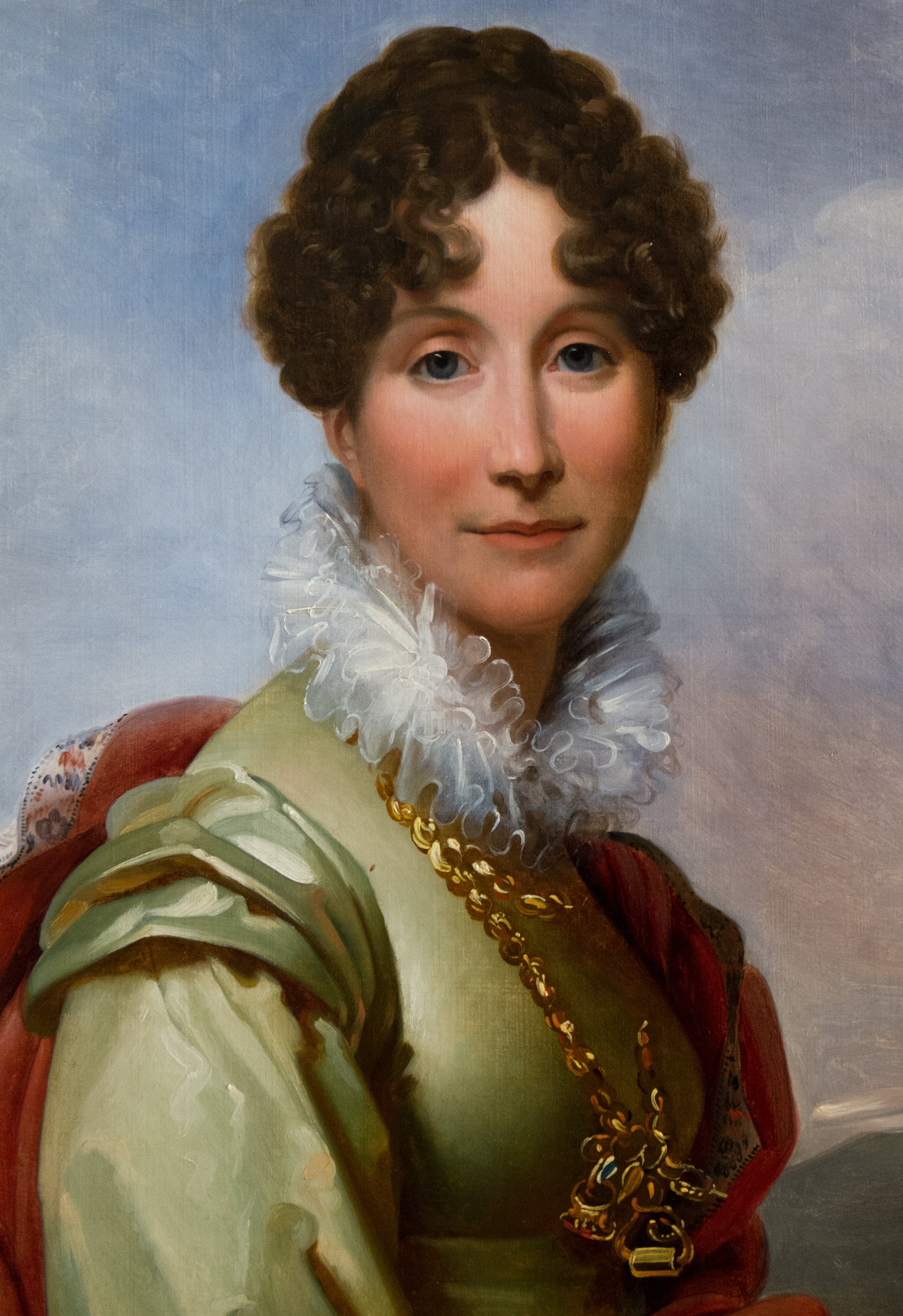
Louise Marie Adelaïde Eugénie d'Orléans.

Louise Marie Adélaïde Eugénie d'Orléans (23 august 1777, Paris – 31 decembrie 1847, Paris) a fost una din gemenele lui Louis Philippe II d'Orléans, cunoscut ca Philippe Égalité în timpul Revoluției franceze. Mama ei a fost Louise Marie Adélaïde de Bourbon, fiica lui Louis Jean Marie, Duce de Penthièvre și a Mariei Teresa d'Este. La naștere a primit titlul de Mademoiselle de Chartres, după decesul surorii sale gemene, în 1782, Mademoiselle d'Orléans, Mademoiselle (1783-1812), Madame Adélaïde (1830). Ca membră a Casei de Bourbon a fost prințesă de sânge.

## Biografie
În timpul Revoluției Franceze în 1792, a părăsit Franța cu guvernanta ei, Madame de Genlis. Ele au fugit în Belgia și apoi la o mănăstire din Elveția. În timpul Terorii, tatăl ei a fost ghilotinat iar mama ei a fost alungată în Spania. În primăvara anului 1794, Adélaïde s-a mutat la casa mătușii sale, Prințesa de Conti. S-au mutat în Bavaria în 1798 și, ulterior, la Bratislava, și în 1801, s-a alăturat mamei ei în Barcelona, Spania.
La întoarcerea sa la Paris, în Franța, după căderea lui Napoleon în 1814, ea a deschis un salon și a făcut din Palais-Royal centrul partidului liberal și a organizat sprijinul pentru fratele ei. Când Louis-Philippe a devenit rege al Franței, în timpul domniei sale cunoscută sub numele de Monarhia din iulie (1830-1848), ea a fost cunoscută sub numele de Madame Adélaïde. Toată viața ei, ea a fost consilierul loial al fratelui ei. Conform relatărilor, ea a fost cea care l-a încurajat să accepte coroana în timpul revoluției din iulie, iar influența ei a continuat netulburată în timpul domniei sale. A fost descrisă ca fiind simplă și nematerialistă.
Adélaïde d'Orléans a murit la 31 decembrie 1847, la vârsta de 70 de ani, cu două luni înainte de abdicarea lui Louis-Philippe din 24 februarie 1848. A fost înmormântată la capela regală de la Dreux.